# Peter Heintz
Peter Heintz, né le 6 novembre 1920 à Davos et décédé le 15 mars 1983 à Zurich, est un sociologue suisse à l'horizon de recherche et d'expérience vaste.

## Biographie
Peter Heintz obtient son doctorat en économie politique à l'Université de Zurich (1944) d'où il suit René König à Cologne en tant qu'assistant (1953). Il y obtient son habilitation avec un travail sur la problématique de l'autorité chez Pierre-Joseph Proudhon. Avec Erwin K. Scheuch et Dietrich Rüschemeyer, Heintz est un des disciples principaux de König. Il partage sa vie et son travail avec son épouse, Suzanne Heintz-Friedrich.
À partir de 1956, il travaille en tant qu'expert de l'UNESCO pour le développement universitaire en Amérique latine et dirige la Escuela Latinoamericana de Sociología de la FLACSO (Facultad Latinoamericana de Ciencias Sociales) à Santiago de Chile (1960 à 1965),,. Par la suite, il fonde le Département des sciences sociales de la Fundación Bariloche en Argentine. Dans le cadre de son travail pour l'UNESCO, il collabore avec d'autres sociologues de renommée internationale tels que Alain Touraine, Shmuel Noah Eisenstadt et Johan Galtung. En 1966, il accepte un appel de l'Université de Zurich où il occupe la nouvelle chaire de sociologie et fonde l'Institut de sociologie qu'il dirige jusqu'à son décès en 1983. Il préside également la Société suisse de sociologie (1969-1972) et contribue de manière décisive à l'institutionnalisation, en Suisse, d'une sociologie basée sur la recherche empirique et orientée par la réflexion théorique,,.
Ses premiers ouvrages traitent de sujets comme la théorie de l'anarchisme, l'autorité et les contestations politiques ainsi que l'analyse de l'émergence du fascisme en Europe. Son œuvre principale est consacrée au développement d'une alternative structurale, en termes de pouvoir et de légitimation, à la théorie de la modernisation, placée dans le cadre d'une théorie générale de systèmes sociétaux qui conceptualise la "modernisation" ou le "développement économique et social" en tant que tentative de mobilité ascendante dans le système international de stratification en termes de développement. Sur la base d'une analyse de modèles, il conclut, en 1974 déjà, que les élargissements prévus d'une Europe unie aggraveraient trop son hétérogénéité structurelle pour éviter l'éclatement de tensions sociopolitiques fondamentales. Il était également pionnier dans l'intégration d'autres aspects du changement mondial à l'analyse sociologique en traitant des sujets allant de la théorie du système social mondial en passant par la concurrence émergente entre le système international d'États et le réseau global des multinationales jusqu'au codes culturels servant à la compréhension de ces changements.
Ses archives sont déposées aux Archives Sociales Suisses. En tant que testateur, il a fondé la World Society Foundation.

## Publications
Les principaux ouvrages sont :
- Anarchismus und Gegenwart (1951, 1985)
- Die Autoritätsproblematik bei Proudhon (1956)
- Soziale Vorurteile: ein Problem der Persönlichkeit, der Kultur und der Gesellschaft (1957)
- Curso de sociología (1956, 1960, 1965).
- Soziologie der Entwicklungsländer (1962).
- Einführung in die soziologische Theorie (1962, 2. revidierte und erweiterte Auflage 1968)
- Ein soziologisches Paradigma der Entwicklung mit besonderer Berücksichtigung Lateinamerikas. (1969). (Édition espagnole : Un paradigma sociológico del desarrollo con especial referencia a América Latina. 1970)
- A Macrosociological Theory of Societal Systems, 2 vols. (1972)
- The Future of Development (1973) / Die Zukunft der Entwicklung (1974)
- Die Weltgesellschaft im Spiegel von Ereignissen (1982)
- Ungleiche Verteilung, Macht und Legitimität (1982)

## Littérature
- Guido Hischier, René Levy, Werner Obrecht (Hrsg.): Weltgesellschaft und Sozialstruktur. Festschrift zum 60. Geburtstag von Peter Heintz. Verlag Rüegger, Diessenhofen 1980,  (ISBN 3-7253-0123-9)